# Acerella remyi
Acerella remyi är en urinsektsart som först beskrevs av Bruno Condé 1944.  Acerella remyi ingår i släktet Acerella och familjen lönntrevfotingar. Inga underarter finns listade i Catalogue of Life.